# Šalomoun z Frýdku
Šalomoun z Frýdku (polsky Salomon z Frydku) († okolo 1266) byl římskokatolický duchovní.
Zastával úřad arcijáhna v Krakově a vynikal v řečnictví. Roku 1267 byl členem poselstva, které se vydalo za papežem Klementem IV., aby vyjednalo kanonizaci svaté Hedviky.